# Criștioru de Jos
Criștioru de Jos est une commune roumaine du județ de Bihor, en Transylvanie, dans la région historique de la Crișana et dans la région de développement du Nord-Ouest.

## Géographie
La commune de Criștioru de Jos est située dans l'extrême sud-est du județ, à la limite avec le județ d'Arad, sur le cours supérieur du Crișul Negru, dans les monts du Bihor (qui font partie des monts Apucènes), à 8 km au sud-est de Vașcău et à 98 km au sud-est d'Oradea, le chef-lieu du județ. Le mont Bihor, point culminant du massif du même nom, culmine à 1 849 m. 
La municipalité est composée des cinq villages suivants, nom hongrois, (population en 2002) :
- Bâlc (17) ;
- Criștioru de Jos, Alsóbiharkrsityór (418), siège de la commune ;
- Criștioru de Sus, Felsőbiharkristyór (156) ;
- Poiana, Biharmező (555) ;
- Săliște de Vașcău, Vaskohszeleste (496).

## Histoire
La première mention écrite du village de Criștioru de Jos date de 1320 sous le nom de Zarand Kristyor.
La commune, qui appartenait au royaume de Hongrie, en a donc suivi l'histoire.
Après le compromis de 1867 entre Autrichiens et Hongrois de l'empire d'Autriche, la principauté de Transylvanie disparaît et, en 1876, le royaume de Hongrie est partagé en comitats. Criștioru de Jos intègre le comitat de Bihar (Bihar vármegye).
À la fin de la Première Guerre mondiale, l'Empire austro-hongrois disparaît et la commune rejoint la Grande Roumanie au traité de Trianon.
En 1940, à la suite du deuxième arbitrage de Vienne, Criștioru de Jos  fait partie des communes du județ qui ne sont pas annexées par la Hongrie et restent sous la souveraineté roumaine. 

## Politique
| Période                                  | Période  | Identité      | Étiquette | Qualité |
| ---------------------------------------- | -------- | ------------- | --------- | ------- |
| Les données manquantes sont à compléter. |          |               |           |         |
|                                          | 2012     | Nicolae Onica | PDL       |         |
| 2012                                     | En cours | Fănel Tulvan  | PNL       |         |

| Parti | Parti                                                 | Sièges |
| ----- | ----------------------------------------------------- | ------ |
|       | Parti social-démocrate (PSD)                          | 1      |
|       | Parti national libéral (PNL)                          | 4      |
|       | Alliance des libéraux et démocrates (ALDE)            | 1      |
|       | Union démocrate magyare de Roumanie (UDMR)            | 1      |
|       | Union nationale pour le progrès de la Roumanie (UNPR) | 1      |
|       | Parti du pouvoir humaniste (PPU)                      | 1      |

## Religions
En 2002, la composition religieuse de la commune était la suivante :
- Chrétiens orthodoxes, 95,12 % ;
- Pentecôtistes, 3,83 % ;
- Baptistes, 0,72 %.

## Démographie
En 1910, à l'époque austro-hongroise, la commune comptait 2 816 Roumains (99,15 %), 15 Hongrois (0,53 %) et 9 Allemands (0,32 %).
En 1930, on dénombrait 2 771 Roumains (99,71 %) et 7 Hongrois (0,25 %)).
En 1956, après la Seconde Guerre mondiale, 2 821 Roumains (99,61 %) côtoyaient 9 Hongrois (0,32 %).
En 2002, la commune comptait 1 589 Roumains (96,77 %), 4 Hongrois (0,24 %) et 47 Tsiganes (2,86 %). On comptait à cette date 593 ménages et 703 logements.
| 1880  | 1890  | 1900  | 1910  | 1920  | 1930  | 1941  | 1956  | 1966  |
| ----- | ----- | ----- | ----- | ----- | ----- | ----- | ----- | ----- |
| 2 191 | 2 393 | 2 533 | 2 840 | 2 632 | 2 779 | 2 754 | 2 832 | 2 581 |

| 1977  | 1992  | 2002  | 2007  | - | - | - | - | - |
| ----- | ----- | ----- | ----- | - | - | - | - | - |
| 2 374 | 1 981 | 1 642 | 1 470 | - | - | - | - | - |

## Économie
L'économie de la commune repose sur l'agriculture, l'élevage, l'exploitation des forêts et le tourisme (randonnées en montagne).

## Communications

### Routes
Criștioru de Jos est située sur la route nationale DN76 (Route européenne 79) Oradea-Deva.

## Lieux et monuments
- Poiana, église orthodoxe datant de 1909[6] ;
- Săliște de Vașcău, église orthodoxe datant de 1855[6].